# Stanisław Pilawski
Stanisław Krzysztof Pilawski (ur. 1 stycznia 1909 w Sanoku, zm. 24 grudnia 1978) – polski zoolog, wykładowca akademicki.

## Życiorys
Stanisław Pilawski urodził się 1 stycznia 1909 w Sanoku. 17 maja 1927 zdał egzamin dojrzałości w Państwowym Gimnazjum Męskim im. Królowej Zofii w Sanoku (w jego klasie był Antoni Pohlman).
Ukończył studia w zakresie zoologii wraz z anatomią porównawczą na Wydziale Matematyczno-Przyrodniczym Uniwersytetu Jana Kazimierza we Lwowie, uzyskując 29 kwietnia 1932 dyplom magistra filozofii (praca pt: Struktury plazmatyczne w komórkach płciowych męskich „Phyllobius glaucus”). Podczas studiów zaangażował się w działalność „Bratniej Pomocy” Studentów UJK (1931). Uzyskał tytuł doktora i został pracownikiem naukowym na UJK i na Politechnice Lwowskiej. Został członkiem Związku Nauczycieli we Lwowie (1933).
Po wybuchu II wojny światowej podczas okupacji niemieckiej ziem polskich był zatrudniony w Instytucie Badań nad Tyfusem Plamistym i Wirusami prof. Rudolfa Weigla we Lwowie; w tym czasie pracował jako karmiciel wszy.
Po wojnie w ramach wysiedlenia Polaków ze Lwowa trafił do Wrocławia. Był pracownikiem Instytutu Zoologii Uniwersytetu Wrocławskiego. Od 1 września 1963 do 24 grudnia 1978 był kierownikiem tamtejszej Katedry Systematyki Zwierząt i Zoogeografii w Zakładzie Systematyki Zwierząt i Zoogeografii (od 2012 Zakład Biologii, Ewolucji i Ochrony Bezkręgowców).
Przeprowadził badania naukowe nad pająkami na Podolu (przed wojną), w Bieszczadach oraz na terenie  Karkonoskiego Parku Narodowego. Publikował także swoje prace dotyczące chrząszczy: Phyllobius glaucus, Cicindela hybrida, Galerucella nymphaeae.
Jego żoną była Maria, z domu Miksiewicz (ur. 1904), nauczycielka. Mieli córkę Wiesławę (ur. 1932). Stanisław Pilawski zmarł 24 grudnia 1978. Został pochowany na Cmentarzu Grabiszyńskim we Wrocławiu 28 grudnia 1978.

## Publikacje
- Struktury protoplazmatyczne w spermatogenezie chrząszczy (1936)[10][11][12];
- Badania pająków na północnej krawędzi Podola (1938)[13][14][15];
- Prace zoologiczne (1962, redaktor)[16];
- Analiza populacji ryb w jeziorach okolic Mikołajek na Mazurach (1970, współautorka: Zofia Kozikowska)[17];
- Przyczynek do poznania pająków (Aranei) Bieszczadów (1981, współautorzy: Marian Czajka, Marek Woźny)[18][19][20].